# Pusiola chota
Pusiola chota är en fjärilsart som beskrevs av Swinhoe 1885. Pusiola chota ingår i släktet Pusiola och familjen björnspinnare. Inga underarter finns listade.